# Alto Palermo
Alto Palermo es un centro comercial ubicado en el barrio de Palermo de la ciudad de Buenos Aires, Argentina. Inaugurado en la década de los 90, fue uno de los primeros establecimientos de su tipo en el país después del Spinetto Shopping (inaugurado en 1988) y el centro comercial Unicenter Shopping. Construido con capitales argentinos y chilenos pertenece al holding de centros comerciales de APSA[¿quién?], subsidiaria de IRSA, con participación minoritaria del grupo chileno Parque Arauco, que ya operaba establecimientos de este tipo desde 1982 en dicho país.[cita requerida]

## Servicios
El centro comercial cuenta con 190 locales comerciales, un patio de comidas para 730 personas sentadas y 670 plazas de estacionamiento cubiertas. El centro cuenta además con Wi-Fi gratuito en todas sus instalaciones.

## Arquitectura

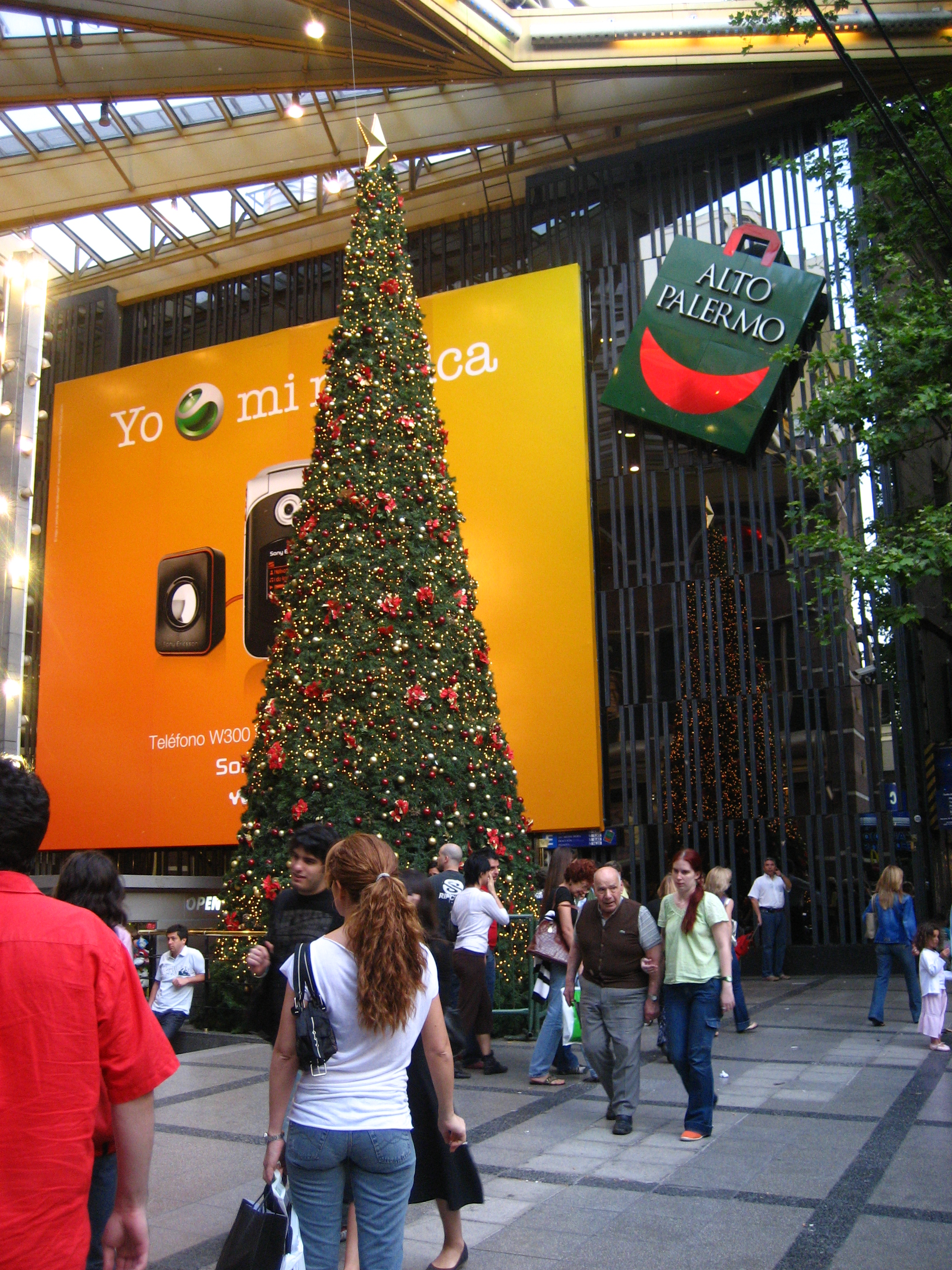
Fachada original del Alto Palermo.

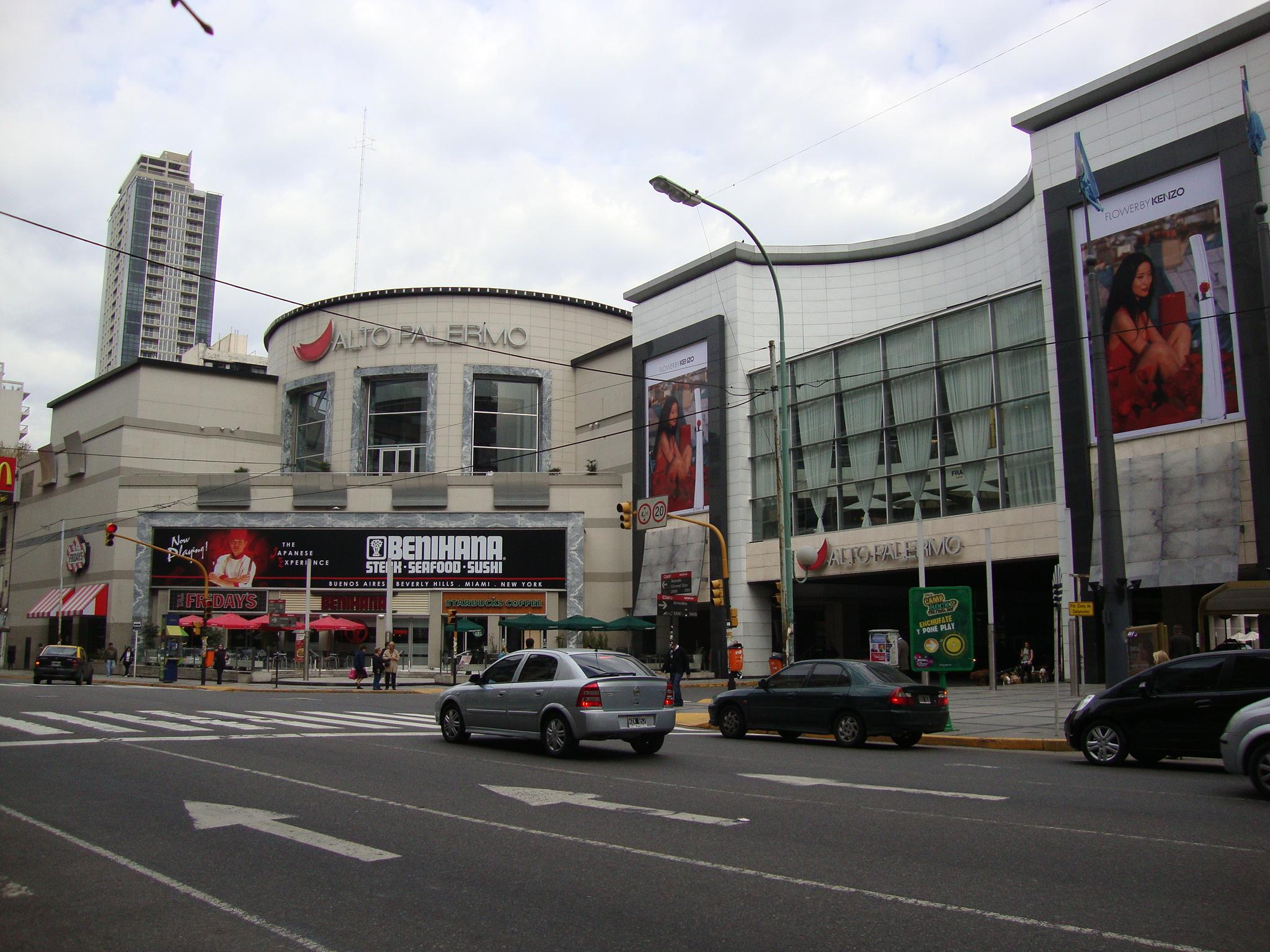
La calle Arenales pasa bajo el shopping entre Avenida Cnel Díaz.

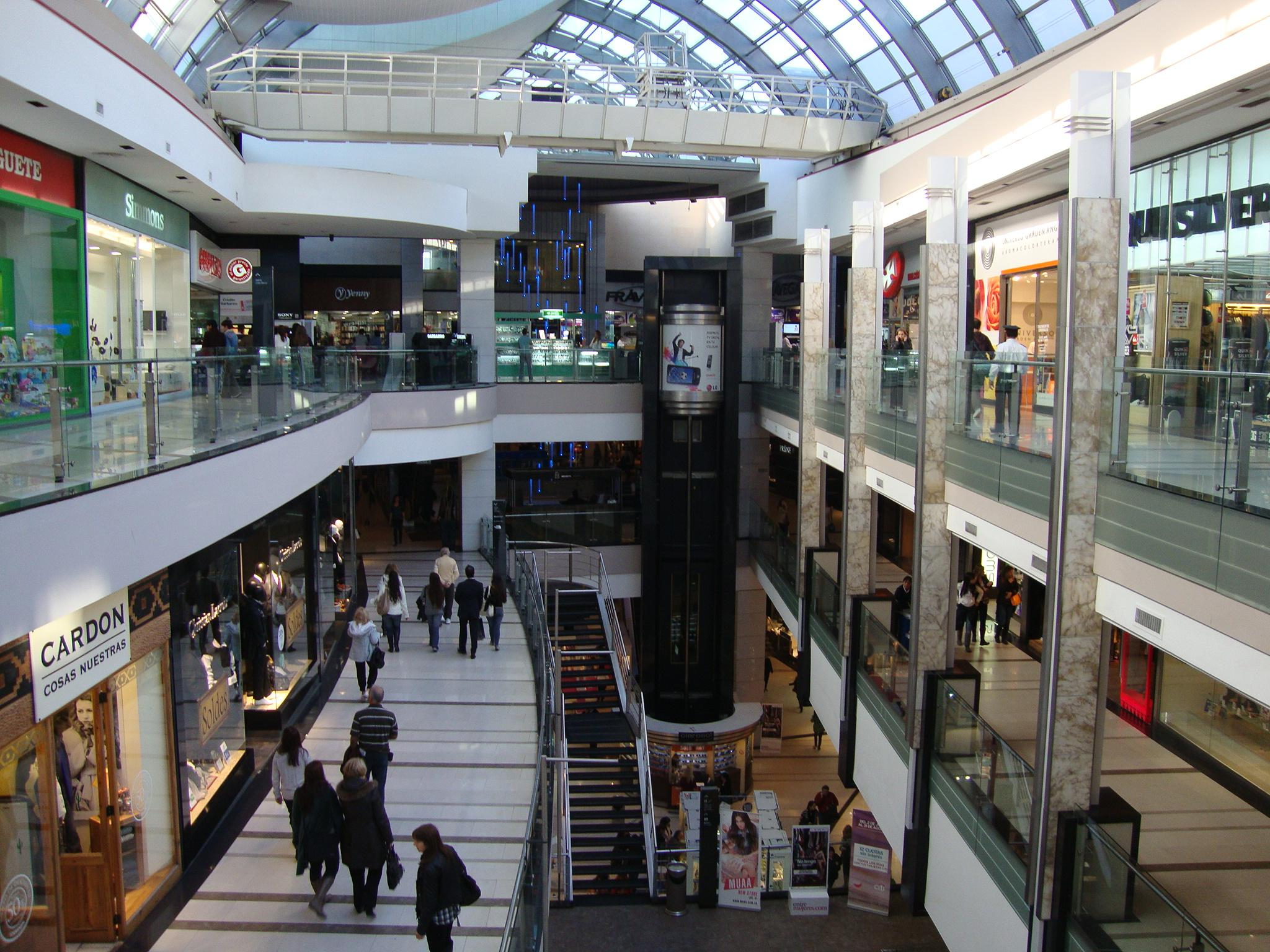
Vista del eje principal del Alto Palermo.

Alto Palermo fue uno de los primeros centros comerciales en la ciudad de Buenos Aires,[cita requerida] y fue obra del estudio de arquitectos Juan Carlos López y Asociados, dedicado especialmente a emprendimientos de este tipo, pionero en el ramo de los centros comerciales en la Argentina y exitoso en otros proyectos similares de la década de 1990 (como el Patio Bullrich, las Galerías Pacífico y el Soleil Factory).
Se trata de un mall urbano, ya que no se ubica en un área suburbana al estilo de los malls norteamericanos, adonde el medio de transporte indispensable para acceder es el automóvil, a través de una autopista. Alto Palermo se encuentra en uno de los barrios más poblados de Buenos Aires, y a poco más de cuatro kilómetros del microcentro de la ciudad. Está rodeado por un barrio residencial de alta densidad y alto nivel adquisitivo, y un eje comercial tradicional como lo es la Avenida Santa Fe.
Anteriormente, el solar del centro comercial fue ocupado por la fábrica de la cervecería Palermo, fundada en 1897. Era un gran edificio industrial que ocupaba una amplia superficie, lo cual permitió que el nuevo Alto Palermo tuviera una extensión de 200 metros sobre el eje de la Avenida Coronel Díaz. Con la construcción del shopping, fue abierta la calle Arenales, que pasa debajo del mismo.
Alto Palermo está organizado a lo largo de un eje principal, que es paralelo a la Avenida Coronel Díaz, pero ligeramente curvo. Esta circulación central ocupa los tres niveles del centro comercial, y posee un techado de vidrio que brinda luz natural. Las galerías de los diversos pisos dan hacia el gran espacio central, generando una sensación de gran amplitud. En los dos extremos de este eje principal se encuentran los núcleos de circulación vertical, que comprenden escaleras mecánicas dispuestas de forma circular, y ascensores que circulan por estructuras independientes con pasarelas que las conectan a los sucesivos niveles.

## Distinciones
Alto Palermo Shopping ha sido premiado por el International Council of Shopping Centers.

## Renovación de imagen

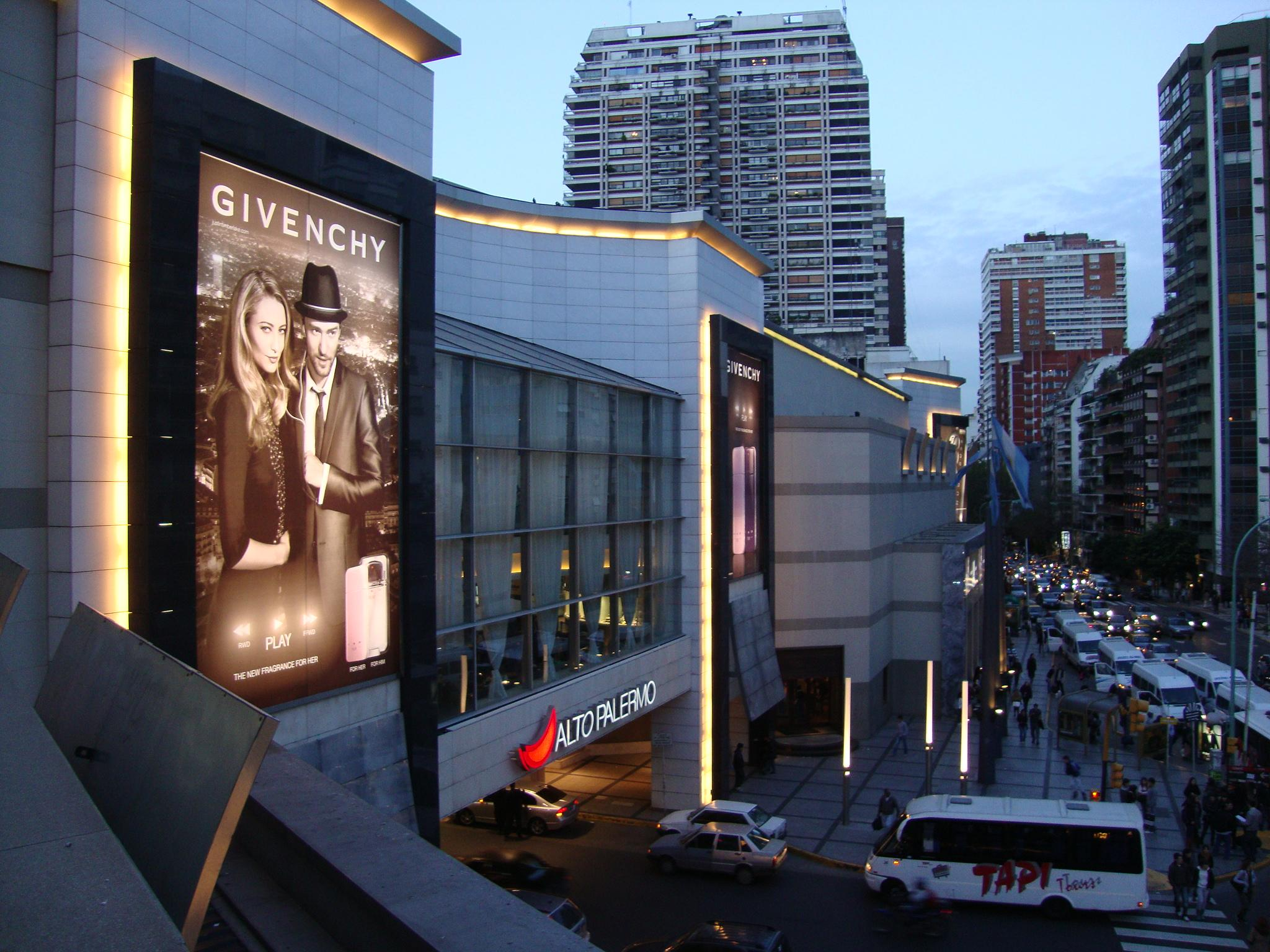
Vista de la Av. Coronel Díaz desde la terraza del patio de comidas.

Durante 2008, Alto Palermo fue sometido a una renovación estética general, y su logo recibió una nueva imagen, creada por el estudio Fileni & Fileni Design, al tiempo que se acuñó el lema "Pasión de mujeres". El edificio fue completamente refaccionado, buscando una mayor sobriedad acorde a los gustos del momento: se cambiaron sus revestimientos coloridos y metalizados por el monocromatismo de mármol y símil granito, se eliminaron objetos decorativos de interiores (como las palmeras de aluminio que flanqueaban la circulación principal y diversos ornamentos), y se cambió totalmente el aspecto de la rotonda del patio de comidas sobre la calle Arenales, que era completamente vidriada y fue reducida a tres grandes ventanales.
Cabe destacar que durante estas renovaciones se eliminaron todas las plantas y pequeños espacios verdes previstos en los planos originales.
Los trabajos fueron diseñados por Apsa Centros Comerciales en conjunto con el estudio Pavlik Design, y el nuevo Alto Palermo fue inaugurado el 29 de mayo de 2008.
En junio de 2010, se instaló una pantalla LED de 8×5 m en el acceso por Avenida Santa Fe, transmitiendo publicidades durante todo el día.